# Canton de Gouzon
Le canton de Gouzon est une circonscription électorale française du département de la Creuse créée par le décret du 17 février 2014 et entrée en vigueur lors des élections départementales de 2015.

## Histoire
Un nouveau découpage territorial de la Creuse entre en vigueur à l'occasion des élections départementales de mars 2015, défini par le décret du 17 février 2014, en application des lois du 17 mai 2013 (loi organique 2013-402 et loi 2013-403). Les conseillers départementaux sont, à compter de ces élections, élus au scrutin majoritaire binominal mixte. Les électeurs de chaque canton élisent au Conseil départemental, nouvelle appellation du Conseil général, deux membres de sexe différent, qui se présentent en binôme de candidats. Les conseillers départementaux sont élus pour 6 ans au scrutin binominal majoritaire à deux tours, l'accès au second tour nécessitant 12,5 % des inscrits au 1er tour. En outre la totalité des conseillers départementaux est renouvelée. Ce nouveau mode de scrutin nécessite un redécoupage des cantons dont le nombre est divisé par deux avec arrondi à l'unité impaire supérieure si ce nombre n'est pas entier impair, assorti de conditions de seuils minimaux. Dans la Creuse, le nombre de cantons passe ainsi de 27 à 15.
Le canton de Gouzon est formé de communes des anciens cantons de Jarnages (10 communes), de Chénérailles (10 communes), d'Ahun (3 communes), de Guéret-Nord (1 commune) et de Chambon-sur-Voueize (2 communes). Avec ce redécoupage administratif, le territoire du canton s'affranchit des limites d'arrondissements, avec 14 communes incluses dans l'arrondissement de Guéret et 12 dans l'arrondissement d'Aubusson. Le bureau centralisateur est situé à Gouzon.

## Représentation
| Période élective | Période élective | Mandat | Mandat   | Identité               | Nuance | Nuance | Qualité |
| ---------------- | ---------------- | ------ | -------- | ---------------------- | ------ | ------ | --- |
| 2015             | 2021             | 2015   | 2021     | Marie-Christine Bunlon |        | LR     | Infirmière, maire de Blaudeix, vice-présidente du Conseil départemental chargée des personnes âgées |
| 2015             | 2021             | 2015   | 2021     | Patrice Morançais      |        | LR     | Fonctionnaire des finances publiques Maire de Saint-Chabrais, 3e vice-président du Conseil départemental, chargé de l'insertion, du logement, du handicap, de la famille et de l'enfance Ancien conseiller général du Canton de Chénérailles |
| 2021             | 2028             | 2021   | en cours | Marie-Christine Bunlon |        | LR     | Conseillère sortante, 4ème Vice-Présidente chargée de la vie collégienne et étudiante et des sports |
| 2021             | 2028             | 2021   | en cours | Patrice Morançais      |        | LR     | Conseiller sortant, Premier Vice-Président chargé du retour à l'emploi, de l'insertion et du logement |

### Résultats détaillés

#### Élections de mars 2015
Lors des élections départementales de 2015, le binôme composé de Marie-Christine Bunlon et Patrice Morançais (Union de la Droite) est élu au 1er tour avec 52,19 % des suffrages exprimés, devant le binôme composé de Bernard Gonzalo et Thérèse Pic (FN) (19,62 %). Le taux de participation est de 58,68 % (4 528 votants sur 7 717 inscrits) contre 58,65 % au niveau départemental et 50,17 % au niveau national.

#### Élections de juin 2021
Le premier tour des élections départementales de 2021 est marqué par un très faible taux de participation (33,26 % au niveau national). Dans le canton de Gouzon, ce taux de participation est de 39,16 % (2 976 votants sur 7 600 inscrits) contre 39,51 % au niveau départemental. À l'issue de ce premier tour,  le binôme constitué de Marie-Christine Bunlon et Patrice Morançais (DVD , 100 %), est élu avec 100 % des suffrages exprimés.

## Composition
Le canton de Gouzon comprenait vingt-six communes entières à sa création.
À suite de la fusion de Parsac et Rimondeix en Parsac-Rimondeix le 1er janvier 2016, le nombre de communes descend à 25.
| Nom                            | Code Insee | Intercommunalité                     | Superficie (km2) | Population (dernière pop. légale) | Densité (hab./km2) | Modifier                                    |
| ------------------------------ | ---------- | ------------------------------------ | ---------------- | --------------------------------- | ------------------ | ------------------------------------------- |
| Gouzon (bureau centralisateur) | 23093      | CC Creuse Confluence                 | 50,03            | 1 565 (2022)                      | 31                 | modifier les données · modifier les données |
| La Celle-sous-Gouzon           | 23040      | CC Creuse Confluence                 | 14,07            | 159 (2022)                        | 11                 | modifier les données · modifier les données |
| Le Chauchet                    | 23058      | CC Marche et Combraille en Aquitaine | 10,62            | 105 (2022)                        | 9,9                | modifier les données · modifier les données |
| Chénérailles                   | 23061      | CC Marche et Combraille en Aquitaine | 7,77             | 736 (2022)                        | 95                 | modifier les données · modifier les données |
| Cressat                        | 23068      | CC Creuse Confluence                 | 33,41            | 514 (2022)                        | 15                 | modifier les données · modifier les données |
| Domeyrot                       | 23072      | CC Creuse Confluence                 | 24,59            | 232 (2022)                        | 9,4                | modifier les données · modifier les données |
| Issoudun-Létrieix              | 23097      | CC Marche et Combraille en Aquitaine | 26,43            | 292 (2022)                        | 11                 | modifier les données · modifier les données |
| Jarnages                       | 23100      | CC Creuse Confluence                 | 9,17             | 477 (2022)                        | 52                 | modifier les données · modifier les données |
| Ladapeyre                      | 23102      | CC Creuse Confluence                 | 30,63            | 356 (2022)                        | 12                 | modifier les données · modifier les données |
| Lavaveix-les-Mines             | 23105      | CC Marche et Combraille en Aquitaine | 4,71             | 642 (2022)                        | 136                | modifier les données · modifier les données |
| Parsac                         | 23149      | CC Creuse Confluence                 | 53,92            | 823 (2022)                        | 15                 | modifier les données · modifier les données |
| Peyrat-la-Nonière              | 23151      | CC Marche et Combraille en Aquitaine | 41,40            | 422 (2022)                        | 10                 | modifier les données · modifier les données |
| Pierrefitte                    | 23152      | CC Creuse Confluence                 | 6,40             | 68 (2022)                         | 11                 | modifier les données · modifier les données |
| Pionnat                        | 23154      | CC Creuse Confluence                 | 41,77            | 715 (2022)                        | 17                 | modifier les données · modifier les données |
| Puy-Malsignat                  | 23159      | CC Marche et Combraille en Aquitaine | 12,61            | 144 (2022)                        | 11                 | modifier les données · modifier les données |
| Saint-Chabrais                 | 23185      | CC Marche et Combraille en Aquitaine | 24,94            | 317 (2022)                        | 13                 | modifier les données · modifier les données |
| Saint-Dizier-la-Tour           | 23187      | CC Marche et Combraille en Aquitaine | 16,99            | 180 (2022)                        | 11                 | modifier les données · modifier les données |
| Saint-Julien-le-Châtel         | 23204      | CC Creuse Confluence                 | 15,30            | 150 (2022)                        | 9,8                | modifier les données · modifier les données |
| Saint-Loup                     | 23209      | CC Creuse Confluence                 | 18,82            | 192 (2022)                        | 10                 | modifier les données · modifier les données |
| Saint-Médard-la-Rochette       | 23220      | CC Marche et Combraille en Aquitaine | 38,92            | 553 (2022)                        | 14                 | modifier les données · modifier les données |
| Saint-Pardoux-les-Cards        | 23229      | CC Marche et Combraille en Aquitaine | 24,76            | 289 (2022)                        | 12                 | modifier les données · modifier les données |
| Saint-Silvain-sous-Toulx       | 23243      | CC Creuse Confluence                 | 14,57            | 147 (2022)                        | 10                 | modifier les données · modifier les données |
| Trois-Fonds                    | 23255      | CC Creuse Confluence                 | 9,53             | 132 (2022)                        | 14                 | modifier les données · modifier les données |
| Vigeville                      | 23262      | CC Creuse Confluence                 | 7,27             | 164 (2022)                        | 23                 | modifier les données · modifier les données |
| Canton de Gouzon               | 2310       |                                      | 538,63           | 9 374 (2022)                      | 17                 | modifier les données                        |

## Démographie
En 2022, le canton comptait 9 374 habitants, en évolution de −2,09 % par rapport à 2016 (Creuse : −3,32 %, France hors Mayotte : +2,11 %).
| 2013  | 2018  | 2022  |
| ----- | ----- | ----- |
| 9 670 | 9 426 | 9 374 |